# 唐娜·特洛伊
唐娜·特洛依（英語：Donna Troy）是DC漫畫的一位超級英雄。在《The Brave and the Bold》1965年7月vol.1#60首次登场，由Bob Haney和Bruno Premiani所创。她原来被称为神奇少女、Darkstar 、特罗亚。
在2011年5月，唐娜·特洛依在IGN的100个顶尖漫画英雄中排名第九十三。她在《Comics Buyer's Guide》的漫画100位最性感女性中排名第十九。

## 能力
唐娜的能力是一年一变。不会改变的能力有超人力量，持久力，速度和飞行能力。

## 其他媒体
- 《The Superman/Aquaman Hour of Adventure》：1967年动画。
- 《神奇女侠》：1975年电视剧.
- 《少年悍將》第五季：2003年起播放的动画。
- 《泰坦》：由康娜·萊斯里（英语：Conor Leslie）飾演。
- 《DC 超级英雄 Online》：网络游戏